# Dunthorne (månekrater)
Dunthorne er et nedslagskrater på Månen. Det befinder sig på den sydvestlige del af Månens forside, nordvest for maret Palus Epidemiarum, og det er opkaldt efter den britiske astronom Richard Dunthorne (1711 – 1775).
Navnet blev officielt tildelt af den Internationale Astronomiske Union (IAU) i 1935. 

## Omgivelser
Dunthornekrateret ligger øst for Vitellokrateret. Stik syd for ligger Ramsdenkrateret. 

## Karakteristika
Krateret er tilnærmet cirkulært og skålformet, og dets indre har højere albedo end det omgivende terræn. Det ligger i et område med rillesystemer, hvor Rimae Hippalus ligger mod nordvest og Rimae Ramsden mod syd og øst.

## Satellitkratere
De kratere, som kaldes satellitter, er små kratere beliggende i eller nær hovedkrateret. Deres dannelse er sædvanligvis sket uafhængigt af dette, men de får samme navn som hovedkrateret med tilføjelse af et stort bogstav. På kort over Månen er det en konvention at identificere dem ved at placere dette bogstav på den side af satellitkraterets midte, som ligger nærmest hovedkrateret. Dunthornekrateret har følgende satellitkratere:
| Dunthorne | Længde  | Bredde  | Diameter |
| --------- | ------- | ------- | -------- |
| A         | 28,8° S | 32,6° V | 6 km     |
| B         | 31,4° S | 31,6° V | 7 km     |
| C         | 29,4° S | 32,5° V | 7 km     |
| D         | 30,0° S | 34,0° V | 6 km     |

## Måneatlas
- Billeder af Dunthornekrateret i LPI-måneatlasset